# SpongeBob - Il film (videogioco)
SpongeBob - Il film è un videogioco basato sull'omonimo film. Il gioco è distribuito da Heavy Iron Studios ed è stato pubblicato per Xbox, Microsoft Windows, GameCube, Game Boy Advance, PlayStation 2 e telefoni cellulari. La versione Windows è stata pubblicata sul mercato 2 settimane prima l'uscita del film nelle sale americane e mesi prima rispetto a quella Italiana.

## Trama
La trama è uguale a quella del film. Spongebob e Patrick devono avventurarsi nelle profondità dell'abisso verso Shell City (In Italiano "Città della conchiglia") per cercare di riprendere la corona di Re Nettuno (rubata da Plankton) per poi salvare Mr. Krab, affrontando molti nemici e vari pericoli.

## Livelli
- Niente Formaggio
- Sono pronto... Per la depressione
- Statale Sandwich 101
- Tre... Mila chilometri alla città della conchiglia
- In immersione con la paperella
- A caccia del soffiatore di bolle
- Sosta Idiota Vietata
- Puoi coccolare Mr. Whiskers (Livello Boss)
- Caduta Rocce
- Ora che siamo uomini...
- Città della conchiglia, sempre dritto
- Il mio nome è Dennis (Livello Boss)
- Corsa Al Gelato
- Occhi a palla e fetenti soprammobili
- La rivincita di Dennis! (Livello Boss)
- Benvenuti a Planktopoli... Schiavi
- Al volante testadura... McSpazatron
- A tavola con Plankton (Livello Boss Finale)

## Collezionabili
- Maschiaccio: I punti del gioco. Sono divisi in punti da 1, da 5, da 10, da 20, da 30 e da 50 (il più raro). Una volta raggiunto il numero punti richiesto per un potenziamento, è possibile potenziare la salute (aumentare la salute di Spongebob non aumenterà quella di Patrick o viceversa) di un punto vita oppure una delle proprie abilità per renderle più devastanti. Affinché si possano potenziare tutte la abilità e avere la salute al massimo per entrambi i personaggi giocabili, è necessario ottenere 35.000 punti. Superati i 35.000 punti viene richiesto di raggiungere 99.999 per ottenere un'altra possibilità di potenziare ma in realtà seppur tale numero venisse raggiunto non succederà niente e non sarà nemmeno possibile superare codesto punteggio.
- Gettoni Goofy Goober: Sono le "stelle" del gioco. Con queste Spongebob e Patrick possono riuscire ad avere nuove abilità. Sono inoltre obbligatori quasi tutti per arrivare al boss finale.
- Forzieri: Fanno in modo di migliorare le abilità di Spongebob e Patrick.

## Abilità e potenziamenti
Nel corso del gioco grazie ai punti maschiaccio ottenuti si potrà migliorare le abilità sia di Spongebob che di Patrick, inoltre raccogliendo abbastanza gettoni Goofy Goober se ne potrà sbloccarne di nuove (tuttavia è bene specificare che è obbligatorio sbloccare tutte le abilità per avanzare nella storia e non ce ne sono di opzionali); i due protagonisti hanno abilità differenti:

### Spongebob
- Karate Spin: Spongebob utilizza i guantoni del karate per eseguire una giravolta, è il suo attacco principale che può sconfiggere i nemici iniziali con un colpo, ma se non viene potenziati quelli finali potrebbero richiedere anche tre o quattro colpi prima di essere sconfitti. Se viene potenziato Spongebob utilizzerà dei guantoni di ferro capaci di sconfiggere quasi tutti i nemici in un solo colpo e possono respingere gli attacchi dei nemici che possono sparare
- Bash:Il secondo attacco di Spongebob, utilizza il suo guantone da karate per eseguire un colpo dal basso verso l'alto, utilizzato sia per colpire nemici che per attivare dei pulsanti e colpire le scatole volanti. Quando viene potenziato diventa una guantone di metallo capace di appiccicarsi e creare un'esplosione; è sbloccato dopo che si hanno 5 gettoni.
- Sponge Bowl: Il terzo attacco di Spongebob, è capace di lanciare una palla da Bowling che può colpire sia nemici, che pulsanti e casse; quando potenziato diventa una palla metallica con spine, infligge più danni e può creare esplosioni, si ottiene dopo aver ottenuto 20 gettoni.
- Sonic Wave: L'ultima abilità sbloccabile, Spongebob utilizza una chitarra per mandare un'onda sonica capace di colpire le cose a distanza, tuttavia è utilizzabile solo per un periodo limitato; potenziandola Spongebob sblocca la chitarra Goofey Goober capace di agganciare nemici e oggetti. É senza dubbio l'attacco più potente sbloccabile, visto che è capace di sconfiggere tutti i nemici in un colpo solo ed è l'unico che può ferire Re Nettuno; sbloccabile dopo aver ottenuto 40 gettoni.

### Patrick
- Star Spin: Patrick esegue una giravolta capace di danneggiare i nemici. É praticamente identico all'attacco di Spongebob e segue lo stesso pattern di potenziamenti, l'unica differenza è che Patrick attacca senza l'uso di guantoni e infatti il potenziamento e semplicemente lui che attacca con maggiore forza fisica.
- Cartwheel: Il secondo attacco di Patrick, eseguirà una ruota capace di danneggiare i nemici, attivare pulsanti e distruggere scatole anche messe in fila visto che l'attacco non si ferma a meno che Patrick non sia colpito o il giocatore lo fermi (questa ruota è utile anche per sbloccare alcuni bonus nascosti). Potenziandola la stella marina userà semplicemente più forza nel girare e sarà capace di fare molti più danni; ottenibile dopo aver ottenuto 2 gettoni.
- Smash: Patrick esegue una panciata che ha la triplice funzione di attivare pulsanti attivabili solo grazie ad essa, danneggiare nemici e rompere scatole, inoltre è utile anche per rompere le sezioni di pavimento fragili. Se potenziato si potrà creare un'onda d'urto che farà perdere i sensi per qualche secondo ai nemici. Ottenibile dopo aver ottenuto 10 gettoni.
- Trow Move: Patrick usa questa mossa per lanciare oggetti che possono essere usati sia per attivare pulsanti altrimenti irraggiungibili e per danneggiare nemici e rompere scatole (anche se è raro che qualcuno usi quest'abilità per le ultime due visto che è abbastanza scomodo), inoltre può anche prendere pezzi di ghiaccio e lanciarli nella lava per poterla ghiacciare e camminarci sopra per qualche secondo prima che la lava ritorni. La sua versione potenziata permette di lanciare le cose più lontano (anche se non è necessario potenziarla visto che anche la versione base colpirà tutti i pulsanti del gioco) ed ottenibile dopo aver ottenuto 25 gettoni.
- Swing: Non è un'abilità vera e propria visto che Patrick ce l'ha dall'inizio del gioco e non deve sbloccarla, inoltre non è nemmeno possibile potenziarla. Patrick usa la sua lingua per appoggiarsi a dei cubi di ghiaccio fluttuanti che usa per superare ostacoli non superabili normalmente. É l'abilità di Sandy in Battle for Bikini Bottom, ma siccome non è possibile usarla come personaggio in questo gioco, questa abilità è stata data a Patrick.

## Doppiaggio
| Personaggio                | Doppiatore originale | Doppiatore italiano |
| -------------------------- | -------------------- | ------------------- |
| SpongeBob                  | Tom Kenny            | Claudio Moneta      |
| Patrick                    | Bill Fagerbakke      | Pietro Ubaldi       |
| Plankton                   | Mr. Lawrence         | Riccardo Rovatti    |
| Cameriere del Goofy Goober |                      | Diego Sabre         |
| Mr. Krab                   | Clancy Brown         | Oliviero Corbetta   |
| Re Nettuno                 | Jeffrey Tambor       | Oliviero Corbetta   |
| Mindy                      | Scarlett Johansson   | Cinzia Massironi    |
| Voce narrante              |                      | Riccardo Rovatti    |